# Маркова, Татьяна Михайловна
Татьяна Михайловна Ма́ркова (в девичестве — Агунович; род. 8 июня 1956, Сталинград) — советская и российская певица, композитор и автор песен. Стала известна в 1990-е годы благодаря песням «Что я в жизни натворила», «Вспоминай», «Платье белое» и «Я плачу».

## Биография
Татьяна Агунович родилась 8 июня 1956 года в Сталинграде (ныне Волгоград). С детства занималась музыкой и вокалом, а её творческим кумиром была Элла Фицджеральд. В возрасте 15-и лет начала петь на эстрадных площадках в родном городе, а с 18 лет выступает на профессиональной сцене. После окончания Волгоградского училища искусств по классу вокала она гастролировала в составе местного ансамбля «Ветер». В 1974 году Маркова стала солисткой Астраханской филармонии, а в 1980-е годы певица переехала в Москву, где стала выступать вместе с ВИА «Шестеро молодых».
В 1987 году Маркова работала в Росконцерте и выступала с рок-группой «Альфа». В то же время певица начала писать свои собственные песни, в частности представила композиции «Любишь — не любишь» и «Вино любви». В дальнейшем песни авторства Татьяны Марковой звучали в исполнении таких артистов, как Иосиф Кобзон, Вадим Казаченко, Александр Абдулов. В 1990 году певица и группа «Альфа» с песней «Здравствуй, девушка-ночь» стали лауреатами Международного фестиваля в польском Сопоте. Затем, в том же составе они приняли участие в заключительном телеконкурсе «Песня года», где исполнили песню «Здравствуй» (Татьяна Маркова — Александр Лукьянов).
В 1991 году Маркова начала сольную карьеру и выпустила авторский магнитоальбом «Всё так просто». Альбом был записан фирмой грамзаписи «Мелодия» на диск-гигант, разошедшийся тиражом более 1,5 миллиона экземпляров. Песня «Вспоминай» с этого альбома стала на тот момент «визитной карточкой» певицы. Далее последовал релиз таких студийных альбомов как «Что я в жизни натворила» (1992), «Ненавижу любя» (1994), «Заболела тобой» (1995), «Любовница» (1996), «Я плачу» (1997), «Совсем другая» (1997). Среди хитов тех лет у исполнительницы были «Платье белое», «Что я в жизни натворила», «Вспоминай», «Я плачу».
В 1990-е годы певица часто выступала по телевидению в программах «Утренняя почта», «Утренняя звезда», «МузОбоз», была участницей многих радиопередач, а её гастроли проходили в странах СНГ и за границей, в том числе, в США. В 1999 году Маркова выпустила альбом «История любви», а затем пропала из поля зрения журналистов и поклонников. По мнению самой Марковой, она попала в «чёрный список», и её вырезали из всех телеверсий концертов, куда её приглашали. Во время отсутствия певица занималась бизнесом, никак не связанным с музыкой. В 2006 году певица предприняла попытку вернуться в шоу-бизнес с альбомом «Взлётная полоса», однако в это же время она развелась с мужем, потеряла сына и вернулась в Волгоград.
Лишь в 2014 году Маркова дала сольный концерт в Волгограде. В 2016 году певица вновь поселилась в Москве. В ноябре 2017 года Маркова вернулась на сцену и возобновила гастрольную деятельность. В 2018 году певица выпустила сингл «Памяти актёров», а в следующем году — сборный альбом «Всё тебе подарю».
В 2023 году Маркова выступила на фестивале «Славянский базар» в Витебске, а также приняла участие в четвёртом сезоне шоу «Суперстар!» на телеканале НТВ, но покинула проект в шестом выпуске.

## Личная жизнь
В 1980 году вышла замуж за Виктора Маркова, который стал её продюсером. В браке родилось двое детей: Александр (1981—2012, скончался от рака крови) и Валерия (род. 1985). Супруги развелись в 2005 году.

## Критика
Певицу часто упрекали в вульгарности за раскованность на сцене и откровенные наряды. Сама она по этому поводу поясняла: 
Раньше у меня был имидж эдакой сумасшедшей бабы с растрепанными волосами и пышными формами. Но этот образ был сценический, — не повседневный.
В 1995 году читатели «Московского комсомольца» признали Маркову «самой вульгарной звездой на отечественной эстраде».

## Общественная позиция
После начала вторжения России на Украину выступила с поддержкой российских властей и записала несколько патриотических песен.

## Дискография

### Студийные альбомы
- 1991 — «Всё так просто»
- 1994 — «Что я в жизни натворила»
- 1994 — «Ненавижу любя»
- 1995 — «Заболела тобой»[14]
- 1996 — «Любовница»
- 1997 — «Я плачу»
- 1997 — «Совсем другая»
- 1999 — «История любви»
- 2006 — «Взлётная полоса»

### Сборники
- 1993 — «Татьяна Маркова»
- 1994 — «Лучшие песни»
- 2006 — «Любовное настроение»
- 2018 — «5 хитов»
- 2019 — «Всё тебе подарю»

### Синглы
- 2012 — «Я плачу сейчас»
- 2018 — «Памяти актёров»
- 2023 — «Русские люди непобедимы»
- 2023 — «Зовёт своих сыновей Россия»

## Видеография
На песни Татьяны Марковой были сняты видеоклипы:
- 1992 — «Вспоминай»
- 1993 — «Ненавижу любя»
- 1996 — «Я плачу»
- 1997 — «Твои глаза»
- 1999 — «Не жена замужняя»
- 2000 — «Белая роза»
- 2001 — «День рождения»
- 2006 — «Взлётная полоса»